# Kings Hammer SC
El Kings Hammer SC es un equipo de Fútbol de Estados Unidos que juega en la USL League Two, la cuarta división nacional

## Historia
Fue fundado en el año 2021 en la ciudad de Cincinnati, Ohio luego de la fusión de los equipos Kings Soccer Academy y Hammer FC, siendo elegido como uno de los equipos de expansión de la USL League Two para la temporada 2021.
En su primera temporada en la liga lugró clasificar hasta los cuartos de final de su conferencia.